# Grundskoleförordningen
Grundskoleförordning (1994:1194) styr tillsammans med skollagen och läroplanen vad som gäller i Sveriges skolor.
Grundskoleförordningen är en av flera förordningar som ersattes med Skolförordningen (SFS 2011:185) från och med den 1 juli 2011. För elever i skolår 9 (10 i specialskolan) gäller grundskoleförordningen även läsåret 2011/2012.
Grundskolförordning utfärdas av regeringen och innehåller bestämmelser om personal i grundskolan samt utbildningens huvudsakliga innehåll, arbetets organisation, konferens- och informationsverksamhet, läroplaner, stödinsatser med mera. Den nuvarande grundskoleförordningen kom 1994 i samband med Lpo94, men med vissa tillägg och justeringar. 
I förordningen regleras bland annat den garanterade undervisningstiden, det vill säga det minsta antal undervisningstimmar som grundskoleeleverna ska erbjudas samt hur många skoldagar som skall förekomma under ett skolår. Det är även i grundskoleförordningen som det regleras att alla skolor måste ha ändamålsenliga lokaler. 
Andra skolförordningar är: 
- gymnasieförordningen
- särskoleförordningen
- specialskoleförordningen
- sameskolförordningen
- förordning om fristående skolor